# Lista de prefeitos de Uruburetama
Esta é a lista de prefeitos do município de Uruburetama, estado brasileiro do Ceará.
O prefeito municipal chefia a administração e comanda os serviços públicos, tendo como comandante o prefeito.
A partir da constituição brasileira de 1934, o cargo de prefeito passou a ser o único, em todo o Brasil, ao qual estão atribuídas as funções de chefe do poder executivo do governo local, em simetria aos chefes dos executivos da União e do estado, portanto, em forma monocrática. Este texto quer dizer que deverá haver harmonia e integração de ação entre as esferas envolvidas sem a intervenção de uma na outra, exceto nos casos previstos na Constituição Federal.

## Intendentes, interventores e prefeitos (1890-2025)
| Nº                                                    | Nome                                                                                 | Imagem                             | Partido                                          | Início do mandato       | Fim do mandato                          | Observações                                                  |
| Primeira República (1889–1930)                        |                                                                                      |                                    |                                                  |                         |                                         |                                                              |
| 1                                                     | Eduardo Ferreira Gomes                                                               |                                    | Partido Republicano Conservador PRC              | 1º de agosto de 1890    | 15 de fevereiro de 1914                 | Intendente                                                   |
| 2                                                     | Francisco Ferreira da Cunha                                                          |                                    | Partido Liberal PL                               | 15 de fevereiro de 1914 | 7 de agosto de 1918                     | Intendente                                                   |
| —                                                     | Eduardo Ferreira Gomes                                                               |                                    | Partido Republicano Conservador PRC              | 7 de agosto de 1918     | 8 de junho de 1922                      | Intendente                                                   |
| 3                                                     | Manuel de Sales Filho                                                                |                                    | Partido Progressista PP                          | 8 de junho de 1922      | 8 de junho de 1926                      | Intendente                                                   |
| 4                                                     | José Renato Bastos Braga                                                             |                                    | Partido Progressista PP                          | 8 de junho de 1926      | 30 de outubro de 1930                   | Intendente                                                   |
| Segunda e Terceira República — Era Vargas (1930–1945) |                                                                                      |                                    |                                                  |                         |                                         |                                                              |
| 5                                                     | João Sampaio Filho                                                                   |                                    | Partido Republicano Democrático PRD              | 30 de outubro de 1930   | 30 de outubro de 1934                   | Prefeito nomeado                                             |
| 6                                                     | Juvêncio Bastos Salles                                                               |                                    | Partido Republicano Democrático PRD              | 30 de outubro de 1934   | 30 de outubro de 1938                   | Prefeito nomeado                                             |
| —                                                     | José Renato Bastos Braga                                                             |                                    | Partido Progressista PP                          | 30 de outubro de 1938   | 30 de outubro de 1942                   | Prefeito nomeado                                             |
| 7                                                     | Julio Costa Ribeiro                                                                  |                                    | Partido Social Progressista PSP                  | 1º de dezembro de 1943  | 1º de dezembro de 1945                  | Prefeito nomeado                                             |
| Quarta República (1945–1964)                          |                                                                                      |                                    |                                                  |                         |                                         |                                                              |
| 8                                                     | Adelário de Araújo Gondim                                                            |                                    | Partido Progressista PP                          | 1º de dezembro de 1945  | 1º de janeiro de 1948                   | Prefeito nomeado                                             |
| 9                                                     | Antonio de Paula Sales                                                               |                                    | União Democrática Nacional UDN                   | 1º de janeiro de 1948   | 31 de janeiro de 1951                   | Prefeito eleito em sufrágio universal                        |
| —                                                     | Júlio Costa Ribeiro                                                                  |                                    | Partido Social Progressista PSP                  | 31 de janeiro de 1951   | 25 de março de 1955                     | Prefeito eleito em sufrágio universal                        |
| —                                                     | Antonio de Paula Sales                                                               |                                    | União Democrática Nacional UDN                   | 25 de março de 1955     | 25 de março de 1959                     | Prefeito eleito em sufrágio universal                        |
| 10                                                    | José de Arimateia Barbosa                                                            |                                    | União Democrática Nacional UDN                   | 25 de março de 1959     | 25 de março de 1963                     | Prefeito eleito em sufrágio universal                        |
| 11                                                    | Antônio Mendes de Araújo                                                             |                                    | Partido Social Democrático PSD                   | 25 de março de 1963     | 25 de março de 1967                     | Prefeito eleito em sufrágio universal                        |
| Quinta República (1964–1985)                          |                                                                                      |                                    |                                                  |                         |                                         |                                                              |
| —                                                     | José de Arimateia Barbosa                                                            |                                    | Aliança Renovadora Nacional ARENA                | 25 de março de 1967     | 25 de março de 1971                     | Prefeito eleito em sufrágio universal                        |
| 12                                                    | Roldão Gomes e Silva                                                                 |                                    | Aliança Renovadora Nacional ARENA                | 25 de março de 1971     | 31 de janeiro de 1973                   | Prefeito eleito em sufrágio universal                        |
| 13                                                    | Margarida Maria Barbosa Vasconcellos                                                 |                                    | Aliança Renovadora Nacional ARENA                | 31 de janeiro de 1973   | 31 de janeiro de 1977                   | Prefeita eleita em sufrágio universal                        |
| 14                                                    | Artur Wagner Vasconcelos Nery (Uruburetama, 20.08.1947–)                             |                                    | Aliança Renovadora Nacional ARENA                | 31 de janeiro de 1977   | 31 de janeiro de 1983                   | Prefeito eleito em sufrágio universal                        |
| Sexta República, ou Nova República (1985–presente)    |                                                                                      |                                    |                                                  |                         |                                         |                                                              |
| —                                                     | Margarida Maria Barbosa Vasconcellos                                                 |                                    | Partido Democrático Social PDS                   | 31 de janeiro de 1983   | 31 de dezembro de 1988                  | Prefeita eleita em sufrágio universal                        |
| 15                                                    | José Hilson de Paiva (Pereiro, 15.10.1948–)                                          |                                    | Partido do Movimento Democrático Brasileiro PMDB | 1º de janeiro de 1989   | 31 de dezembro de 1992                  | Prefeito eleito em sufrágio universal                        |
| 16                                                    | José Carlos Ferreira de Sousa, Zé Carlos (Uruburetama, 02.04.1963–)                  |                                    | Partido da Social Democracia Brasileira PSDB     | 1º de janeiro de 1993   | 31 de dezembro de 1996                  | Prefeito eleito em sufrágio universal                        |
| 17                                                    | Maria das Graças Cordeiro de Paiva                                                   |                                    | Partido da Social Democracia Brasileira PSDB     | 1º de janeiro de 1997   | 31 de dezembro de 2000                  | Prefeita eleita em sufrágio universal                        |
| 17                                                    | Maria das Graças Cordeiro de Paiva                                                   | 1º de janeiro de 2001              | Partido da Social Democracia Brasileira PSDB     | 31 de dezembro de 2004  | Prefeita reeleita em sufrágio universal |                                                              |
| 18                                                    | José Giuvan Pires Nunes (Uruburetama, 06.10.1952–)                                   |                                    | Partido Popular Socialista PPS                   | 1º de janeiro de 2005   | 31 de dezembro de 2008                  | Prefeito eleito em sufrágio universal                        |
| 18                                                    | José Giuvan Pires Nunes (Uruburetama, 06.10.1952–)                                   | Partido Republicano Brasileiro PRB | 1º de janeiro de 2009                            | 31 de dezembro de 2012  | Prefeito reeleito em sufrágio universal |                                                              |
| 19                                                    | Luiz Vladeirton Oliveira de Queiroz Filho, Vasconcelos Neto (Fortaleza, 21.11.1983–) |                                    | Partido Social Democrático PSD                   | 1º de janeiro de 2013   | 31 de dezembro de 2016                  | Prefeito eleito em sufrágio universal                        |
| 20                                                    | José Hilson de Paiva, Dr. Hilson (Pereiro, 15.10.1948–)                              |                                    | Partido Comunista do Brasil PCdoB                | 1º de janeiro de 2017   | 16 de julho de 2019                     | Prefeito eleito em sufrágio universal (afastado por 3 meses) |
| 21                                                    | Artur Wagner Vasconcelos Nery (Uruburetama, 20.08.1947–)                             |                                    | Partido Social Democrático PSD                   | 16 de julho de 2019     | 2 de julho de 2020                      | Assumiu com a cassação de Hilson de Paiva                    |
| 22                                                    | Maria Stela Gomes Rocha, Teté (Uruburetama, 05.09.1963–)                             |                                    | Movimento Democrático Brasileiro MDB             | 3 de julho de 2020      | 31 de dezembro de 2020                  | Assumiu com o afastamento de Artur Nery                      |
| 23                                                    | Francisco Aldir Chaves da Silva, Branco do Angelim (Uruburetama, 18.07.1978–)        |                                    | Partido dos Trabalhadores PT                     | 1º de janeiro de 2021   | 31 de dezembro de 2024                  | Prefeito eleito em sufrágio universal                        |
| 23                                                    | Francisco Aldir Chaves da Silva, Branco do Angelim (Uruburetama, 18.07.1978–)        | 1° de janeiro de 2025              | Partido dos Trabalhadores PT                     | Atualidade              | Prefeito reeleito em sufrágio universal |                                                              |

Legenda
| cor        | significado                                                                                  |
| verde      | mandatários eleitos por votação direta ou indireta (pela Câmara Municipal)                   |
| bege       | mandatários nomeados diretamente pelo governo central em épocas de convulsão político-social |
| Azul claro | Vice-prefeitos e presidentes da Câmara que assumiram o cargo de prefeito.                    |